# کاشا

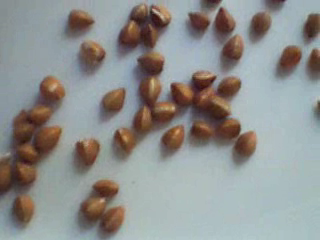
دانه گندم سیاه

کاشا به هر نوع خوراکی که از ترکیب دانه آب‌پز شده و آب یا شیر تهیه شود گفته می‌شود. کاشا از غذاهای مهم از مجموعه غذاهای ملی روس‌ها است (بسته به نوع بلغور گاه به شکل فرنی و گاه به شکل دمی غلات طبخ می‌گردد). این غذا در ابتدا غذای اصلی مراسم و تشریفات، در ایام تعطیلات و جشن‌ها بوده‌است. حتی در قرن هفدهم میلادی کلمه «کاشا» با کلمه «پیر» به معنای جشن مترادف بوده‌است. کاشا به مرور زمان به غذای اصلی بسیاری از اهالی سرزمین روسیه تبدیل می‌گردد. این غذا نه تنها در سطح ملی مورد توجه قرار گرفت، بلکه محبوبیت خاصی در میان پادشاهان روس نیز پیدا کرد. نوعی از کاشا که از بلغور جو تهیه می‌شود به غذای محبوب تزار روسیه یعنی پترکبیر تبدیل شد. نیکلای دوم در میهمانی جشن تاجگذاری خود در سال ۱۸۸۳ م، از میهمانان جشن، با کاشا بلغور جو پذیرایی کرده بود.